# 티데우스
티데우스(Tydeus)는 그리스 신화에 나오는 디오메데스의 아버지이다. 칼리돈 왕 오이네우스와 그의 두 번째 아내 페리보이아 사이에서 태어난 아들이라고도 하고, 오이네우스가 첫번째 아내 알타이아에게서 낳은 딸 고르게와 관계하여 태어난 아들이라고도 한다. 매우 용맹스러웠으나 사람을 죽여 칼리돈에서 쫓겨난 뒤 아드라스토스가 다스리는 아르고스로 갔다. 궁전 입구에서 폴리네이케스와 의자를 두고 시비가 붙어 싸웠는데, 이 때 티데우스는 멧돼지 가죽을 몸에 걸치고 멧돼지가 새겨진 방패를 들고 있었고, 폴리네이케스는 사자 가죽을 몸에 걸치고 사자가 새겨진 방패를 들고 있었다. 아드라스토스는 두 딸을 각각 사자와 멧돼지에게 시집 보내라는 신탁을 받았는데, 두 사람의 싸움을 말린 뒤 차림새를 보고는 신탁에서 말한 신랑감이라고 여겨 사위로 삼았다. 티데우스는 데이필레와 결혼하여 트로이 전쟁에서 용맹을 떨친 디오메데스를 낳았다.